# District de U Minh Thượng
U Minh Thượng est un district de la province de Kiên Giang dans le delta du Mékong au sud du Viêt Nam. 

## Géographie
La superficie de U Minh Thượng est de 432,703 km2. 